# آلن خوگایف
آلن خوگایف (به روسی: Алан Хугаев) کشتی‌گیر پیشین اوستیایی‌تبار است که در دستهٔ ۸۴ کیلوگرم کشتی فرنگی برای روسیه رقابت می‌کرد. او برندهٔ مدال طلای المپیک ۲۰۱۲ لندن و مدال نقرهٔ مسابقات قهرمانی کشتی اروپا در ۲۰۱۱ است.